# Östergötlands runinskrifter 5
Runinskrift Ög 5 är ett runristat fragment som tidigare varit en gravhäll, antingen placerad på kyrkogården eller i kyrkans golv. Fragmentet finns nu bevarat vid Orlunda kyrka i Orlunda socken och Vadstena kommun. Runstensfragmentet är 0,5x0,3x0,09 m. Runhöjd: 9 cm. Den från runor översatta inskriften lyder enligt nedan:

## Inskriften
Translitterering av runraden:
... þesi : eftiʀ : asu : : kun(u) : s(i)na :
Normalisering till runsvenska:
... þessi æftiʀ Asu, kunu sina.
Översättning till nusvenska:
(N.N. lade) denna (sten) efter Asa, sin hustru.